# Klaus Darga
Klaus Viktor Darga (Berlín, 24 de febrero de 1934) es un Gran Maestro Internacional de ajedrez alemán.
En 1951 Darga se convirtió en Campeón Juvenil de la República Federal de Alemania después de ganar el campeonato nacional sub-20. También demostró su fuerza compartiendo la primera plaza del Campeonato mundial juvenil de ajedrez de 1953, con Oscar Panno de Argentina, aunque el título de campeón se adjudicó al argentino por sistema de desempate Sonneborn-Berger. Quedó segundo en el torneo internacional de Gijón de 1956, ganado por Larsen.
Su mejor actuación se considera el torneo de Winnipeg de 1967, donde empató en la primera plaza con Bent Larsen de Dinamarca.
Se le otorgó el título de Maestro Internacional en 1957 y el de Gran Maestro en 1964.
Jugó para Alemania en diez Olimpíadas de ajedrez entre 1954 y 1978. Junto con Wolfgang Unzicker y Lothar Schmid, constituyó en esos años la columna vertebral del poderoso equipo olímpico de la República Federal de Alemania. Cuatro titulares y dos suplentes conformaban el equipo. También fue seleccionador alemán de ajedrez.
Sus aperturas favoritas eran la apertura inglesa y la apertura española. Con negras jugaba frecuentemente la defensa siciliana. En la lista de enero de 2010 tenía un ELO de 2453 puntos.

## Partidas de ajedrez notables
- Klaus Darga vs Boris Spassky, Interzonal de 1964.[3]

## Carrera posterior
Klaus Darga se retiró como profesional del ajedrez y se convirtió en programador de ordenadores para IBM.